# Quyến rũ (phim truyền hình)
Quyến rũ là một bộ phim truyền hình được thực hiện bởi Hãng phim Truyền hình Thành phố Hồ Chí Minh, Đài Truyền hình Thành phố Hồ Chí Minh do Trương Quang Thịnh làm đạo diễn. Phim phát sóng vào lúc 17h30 từ thứ 2 đến thứ 5 hàng tuần bắt đầu từ ngày 23 tháng 9 năm 2014 và kết thúc vào ngày 1 tháng 12 năm 2014 trên kênh HTV9.

## Nội dung
Quyến rũ bắt đầu từ việc Dung (Ngân Khánh) xin vào làm người giúp việc cho nhà ông Tốt (NSƯT Khánh Hoàng) vì nghi ngờ về cái chết bí ẩn của mẹ mình, cô quyết định tự mình "dấn thân vào hang cọp" để tìm ra sự thật. Với vẻ ngoài xinh đẹp cộng thêm sự tháo vát, nhanh nhẹn, Dung mau chóng lấy được lòng tin của gia đình ông Tốt...

## Diễn viên
- Ngân Khánh trong vai Dung[4]
- Việt Khuê trong vai Đức Trân/Phan Hải
- Phạm Hoàng Nguyên trong vai Minh
- Sơn Tùng trong vai Đông
- Ammy Minh Khuê trong vai Tuyết
- NSƯT Khánh Hoàng  trong vai Ông Tốt
- Mai Nguyễn trong vai (Trần Tuấn) Đàn em Đức Trân đến tập 18
- Trọng Hùng trong vai (Trần Tuấn) Đàn em Phan Hải từ tập 19
- Danh Tùng trong vai (Trần Tú) Đàn em Đức Trân

Cùng một số diễn viên khác....

## Ca khúc trong phim
- Yêu và yêu và yêu nữa

Sáng tác: Quốc Bảo
Thể hiện: Nguyên Hà
- Địa đàng

Sáng tác: Quốc Bảo
Thể hiện: Nguyên Hà
- Thời gian

Sáng tác: Quốc Bảo
Thể hiện: Nguyên Hà

## Giải thưởng
| Năm  | Giải thưởng                                | Hạng mục                         | (Người) đề cử | Kết quả       | Tham khảo          |
| ---- | ------------------------------------------ | -------------------------------- | ------------- | ------------- | ------------------ |
| 2015 | Liên hoan Truyền hình Toàn quốc lần thứ 35 | Phim truyền hình                 | —             | Giải Vàng     | [ 5 ]              |
| 2015 | Liên hoan Truyền hình Toàn quốc lần thứ 35 | Nữ diễn viên chính xuất sắc      | Ngân Khánh    | Đoạt giải     | [ 6 ] [ 7 ]        |
| 2015 | HTV Awards                                 | Nữ diễn viên được yêu thích nhất | Ngân Khánh    | Đoạt giải     | [ 8 ] [ 9 ] [ 10 ] |
| 2016 | Liên hoan Phim truyền hình Quốc tế Tokyo   | Phim truyện truyền hình          | —             | Giải Đặc biệt | [ 11 ] [ 12 ]      |